# Crivillén
Crivillén – gmina w Hiszpanii, w prowincji Teruel, w Aragonii, o powierzchni 42,03 km². W 2011 roku gmina liczyła 88 mieszkańców.